# Эмель (журнал)
«Эмель» (крымскотат. Emel) — журнал про культуру, традицию и историю существования крымских татар, впервые изданный Мюстеджибом Улькюсалом и его девятью друзьями 1 января 1930 года в городе Добриче.

## История

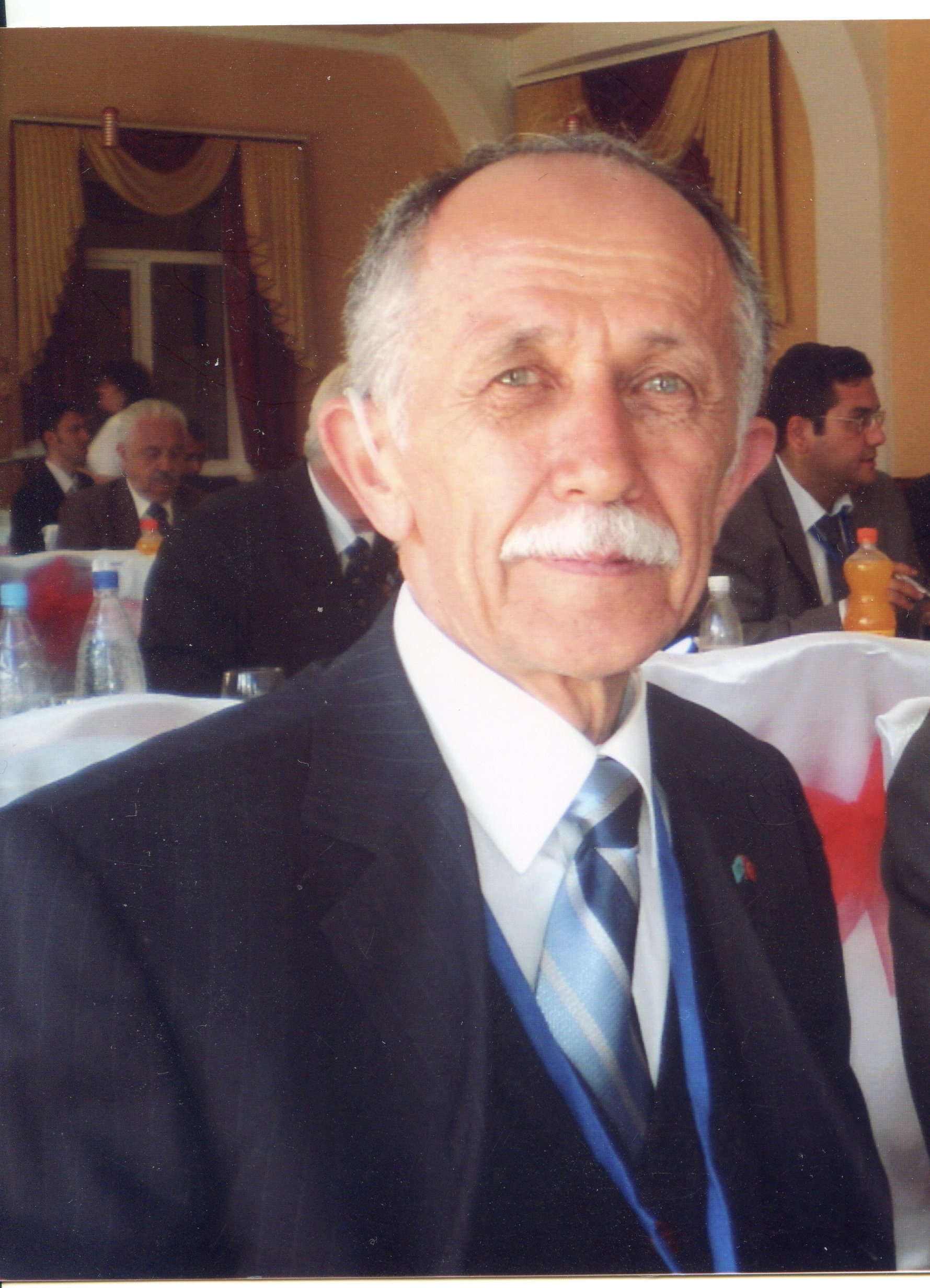
Саим Осман Карахан, главный редактор журнала в 2009—2015 годах.

Журнал «Эмель», выпускался в течение 11 лет без перерыва в Германии. После того, как немцы договорились с россиянами и приехали в Румынию журнал перестал выпускаться.
Юлькусал получил разрешение для печати журнала в Турции после 20-летнего перерыва. Уже с 1 ноября 1960 года журнал начал печататься в Анкаре.
После ноября 1962 года административный центр журнала переехал в Стамбул, но его продолжали регулярно публиковать в формате 48-страничного журнала в Анкаре до 1998 года.
На общем собрании Фонда Емеля Кирама было принято решение о повторном издания журнала «Эмель» в 2008 году в течение 3-месячного периода. Владельцем журнала был Зафер Каратай от имени Фонда Емеля Кирама, а главным редактором выступил Саим Осман Карахан.
После 236-го выпуска журнала «Эмель» от сентября 2011 года он снова закончил выпускаться.
После смерти Саима Османа Карахана 23 апреля 2015 года, главным редактором издательства Стамбульской крымской ассоциации был назначен Озгур Карахан.

## Главные редакторы
- Мюстеджиб Улькюсал (1930—1941)
- Хюзаметтин Коркут (1960—1962)
- Ферит Ердем Борай (1962—1965)
- Ибрагим Отар (1965—1972)
- Али Кемаль Гокгирай (1972—1983)
- Нуреттин Махир Альтю (1983)
- Юнсал Акташ (1984)
- Сердар Каратай (1985—1998)
- Саим Осман Карахан (2009—2015)
- Озгюр Карахан (2016-н. в.)

## Известные редакторы и авторы
- Каратай, Зафер
- Бекторе, Эмин